# Церковь Сретения Господня (Санкт-Петербург)
Це́рковь Сре́тения Госпо́дня — приходской православный храм в Санкт-Петербурге. Относится к Калининскому благочинию Санкт-Петербургской епархии Русской православной церкви.
Расположен на берегу Муринского ручья на углу Гражданского проспекта и проспекта Луначарского.
Настоятель — иерей Дмитрий Лушников, заведующий кафедрой богословия Санкт-Петербургской духовной академии. Почётный настоятель — протоиерей Георгий Поляков.

## История
Храм Сретения Господня был заложен 5 марта 2000 года на Гражданском проспекте на месте деревянной часовни, разобранной во время блокады Ленинграда на дрова.
Церковь построена по проекту архитектора Геннадия Челбогашева, продолжившего проект архитектора Георгия Васильева (ум. 1998). Проект был отмечен дипломами на архитектурных фестивалях и смотрах-конкурсах: на российском фестивале «Зодчество-98» и 6-м Международном смотре-конкурсе, золотым дипломом на «Архитектон-2003», бронзовыми на «Архитектон-2008» и «Зодчество-2008».
Строительство храма произведено на пожертвования горожан. Активно участвовал приход домовой церкви в здании соседнего торгового центра (улица Ушинского, 5). Этот приход переехал в новопостроенный храм.
В 2006 году храм был увенчан бронзовым позолоченным крестом, который освятил митрополит Владимир. Строительно-монтажные работы в основном были закончены к концу 2008 года, первое богослужение состоялось в праздник Рождества Христова в 2009 году. 13 ноября 2016 года митрополит Санкт-Петербуржский и Ладожский Варсонофий освятил храм.

## Архитектура
Храм построен в неовизантийском стиле. По плану — тетраконх.
Своды созданы из металлических конструкций с деревянной обшивкой, что дало возможность расписать их с внутренней стороны. Росписи были выполнены художницей Ольгой Шереметьевой.
Высота церкви — 37 м, площадь — 500 м².